# 佐々木清高
佐々木 清高（ささき きよたか、生没年：永仁3年（1295年） - 元弘3年/正慶2年5月9日（1333年6月21日））は、鎌倉時代後期・末期の武将。隠岐守護。官位は左衛門尉、隠岐守。古典『太平記』では隠岐判官とも記されている。

## 系譜・縁戚関係
宇多源氏流佐々木氏の一族で父は佐々木宗清、母は佐々木宗綱の娘。子に泰高（やすたか）、重清（しげきよ）がいる。
清高は治承・寿永の乱で源氏方として活躍した佐々木秀義の5男義清の末裔で、義清－泰清－時清－宗清－清高と至る。この家系は代々隠岐守護を相伝（世襲）する家柄であった。船上山の戦いで清高と敵対した塩冶高貞（詳細は後述参照）は、時清の兄弟である塩冶頼泰の孫であり、清高とは又従兄弟（はとこ）の関係にあたる。また、後の南北朝時代において婆沙羅大名として著名な佐々木道誉（高氏）をはじめとする京極氏一族や、室町時代に近江守護として君臨した六角氏一族は義清の兄定綱の末裔で清高と同族（遠戚関係）である。

## 生涯
鎌倉幕府第14代執権の北条高時が北条氏得宗家当主であった期間（1311年-1333年）内に元服し、その高時と烏帽子親子関係を結んで偏諱（「高」の字）を受けたとみられている。
父から受け継いで隠岐守護、更には引付衆となり、正中2年（1325年）12月には幕府の使者として入京した。
元弘2年/正慶元年（1332年）、鎌倉幕府転覆計画を企てた後醍醐天皇が捕らえられ隠岐国に流されると（元弘の変）、同国守護をしていた清高は隠岐へ下向し、領内の黒木御所に天皇一行を幽閉した。当時は西日本を中心に悪党と呼ばれる武士達が反幕府活動を続けていたため、清高も有志による後醍醐天皇奪還を警戒し、御所を厳しく監視する。
ところが翌元弘3年/正慶2年（1333年）になって、天皇一行は突如として黒木御所から姿を消し、隠岐を脱出してしまった。天皇は伯耆の武士名和長年一族に迎えられ、伯耆船上山にて挙兵する。これに対し、焦った清高は隠岐の手勢を率いて船上山に攻め寄せ長年らと戦うが、寄せ手の将佐々木昌綱が流れ矢を受け戦死し、同族（はとこ）で出雲守護の塩冶高貞が寝返って天皇方につくなど悪条件が重なり、結局攻めきれずに敗退してしまう（船上山の戦い）。
その後、敗戦の責任から隠岐を追われ、海路で北国に逃れて六波羅探題北条仲時の軍に合流し、同年5月9日、近江番場の蓮華寺にて仲時らと共に自害した。享年39。子の泰高も父と共に自害したと伝えられる。